# Nate Montana

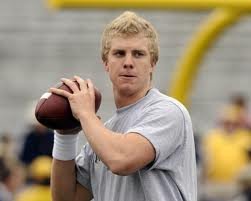

Nathaniel Joseph "Nate" Montana (3 de octubre de 1989) es un jugador de fútbol americano universitario (college futbol) del equipo West Virginia Wesleyan en la NCAA Division II. Fue transferido al Pasadena City College en el 2009, y en el 2010 fue transferido a Notre Dame. El equipo para el que jugara será su cuarto equipo de college. Montana es hijo de Joe Montana un Pro Football Hall of Fame, y será elegible para el 2013 NFL Draft.